# 芦ヶ久保駅
芦ヶ久保駅（あしがくぼえき）は、埼玉県秩父郡横瀬町芦ヶ久保にある、西武鉄道西武秩父線の駅。駅番号はSI34。

## 歴史
- 1969年（昭和44年）10月14日 - 開業。
- 1973年（昭和48年） - 特急停車駅となる。
- 1998年（平成10年）3月26日 - ダイヤ改正で横瀬駅の特急停車開始に伴い、当駅は「おくちちぶ」を除き不定期停車となる。
- 2003年（平成15年）3月12日 - ダイヤ改正で「おくちちぶ」廃止により、当駅は不定期停車となる。
- 2023年（令和5年）3月1日 - 駅係員の常駐を終了し巡回駅へ変更するとともに、窓口および券売機での切符等の販売・ICカードのチャージを終了[1][2]。

## 駅構造
島式ホーム1面2線を有する地上駅。ホームの無い側線を有しており、交換と追い越しを同時に行う場合は、特急・S-TRAINを側線に入線させることがある。
駅舎は、線路の北側、ホームより低い場所に立地し、ホームとの間は線路下部をくぐる通路により連絡している。自動改札機は設置されていないが、PASMO・Suica利用者のための簡易改札機が設置されている。
トイレは改札を出て左手にある。

### のりば
| ホーム | 路線       | 方向 | 行先                 | 備考          |
| ------ | ---------- | ---- | -------------------- | ------------- |
| 1      | 西武秩父線 | 上り | 飯能・所沢・池袋方面 |               |
| 2      | 西武秩父線 | 下り | 横瀬・西武秩父方面   | 一部1番ホーム |

（出典：西武鉄道:駅構内図）
- 2番ホーム側を本線とする1線スルー方式であり、特急列車は2番ホーム側を通過する。
- 通過列車がある場合、対向列車の乗り場が変更される。

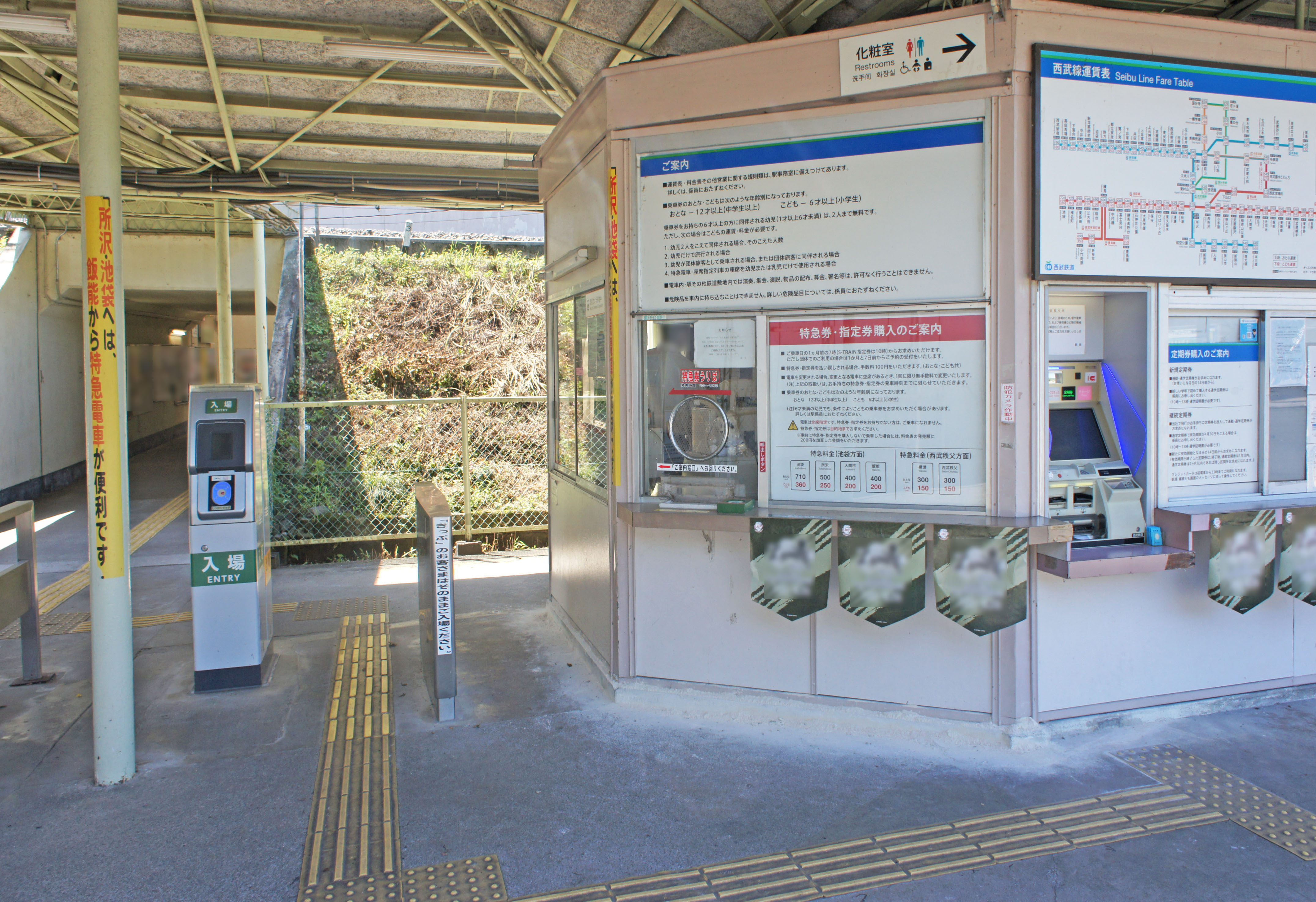
改札口（2022年7月）
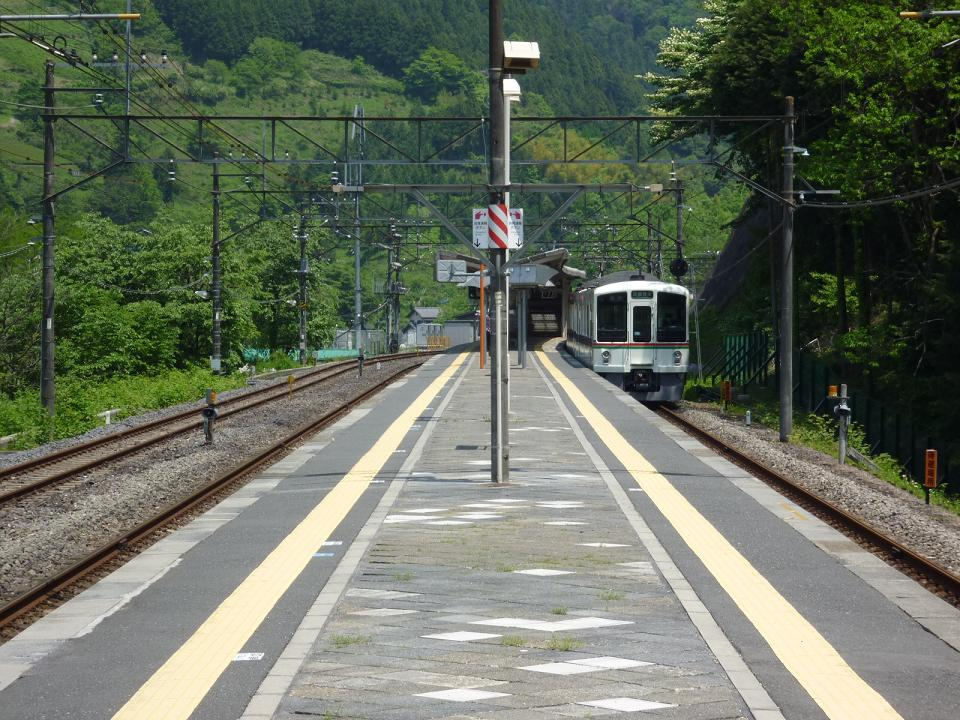
ホーム（2011年5月）

## 利用状況
- 西武鉄道 - 2024年度の1日平均乗降人員は372人である[西武 1]。 
西武鉄道全92駅中89位。2000年代後半は乗降人員の減少傾向が続いた。

近年の1日平均乗降人員および乗車人員の推移は下記の通り。
| 年度               | 1日平均 乗降人員 | 1日平均 乗車人員 | 出典              |
| ------------------ | ---------------- | ---------------- | ----------------- |
| 1995年（平成07年） | 882              |                  |                   |
| 1996年（平成08年） | 877              |                  |                   |
| 1997年（平成09年） | 811              |                  |                   |
| 1998年（平成10年） | 612              |                  |                   |
| 1999年（平成11年） | 603              | 224              | [ 埼玉県統計 1 ]  |
| 2000年（平成12年） | 572              | 224              | [ 埼玉県統計 2 ]  |
| 2001年（平成13年） | 546              | 216              | [ 埼玉県統計 3 ]  |
| 2002年（平成14年） | 493              | 201              | [ 埼玉県統計 4 ]  |
| 2003年（平成15年） | 445              | 177              | [ 埼玉県統計 5 ]  |
| 2004年（平成16年） | 451              | 190              | [ 埼玉県統計 6 ]  |
| 2005年（平成17年） | 430              | 183              | [ 埼玉県統計 7 ]  |
| 2006年（平成18年） | 413              | 175              | [ 埼玉県統計 8 ]  |
| 2007年（平成19年） | 408              | 169              | [ 埼玉県統計 9 ]  |
| 2008年（平成20年） | 386              | 164              | [ 埼玉県統計 10 ] |
| 2009年（平成21年） | 374              | 158              | [ 埼玉県統計 11 ] |
| 2010年（平成22年） | 326              | 149              | [ 埼玉県統計 12 ] |
| 2011年（平成23年） | 341              | 142              | [ 埼玉県統計 13 ] |
| 2012年（平成24年） | 317              | 145              | [ 埼玉県統計 14 ] |
| 2013年（平成25年） | 329              | 152              | [ 埼玉県統計 15 ] |
| 2014年（平成26年） | 331              | 156              | [ 埼玉県統計 16 ] |
| 2015年（平成27年） | 390              | 185              | [ 埼玉県統計 17 ] |
| 2016年（平成28年） | 428              | 205              | [ 埼玉県統計 18 ] |
| 2017年（平成29年） | 478              | 230              | [ 埼玉県統計 19 ] |
| 2018年（平成30年） | 476              | 230              | [ 埼玉県統計 20 ] |
| 2019年（令和元年） | 340              | 165              | [ 埼玉県統計 21 ] |
| 2020年（令和02年） | 231              |                  |                   |
| 2021年（令和03年） | 316              |                  |                   |
| 2022年（令和04年） | 369              |                  |                   |
| 2023年（令和05年） | 321              |                  |                   |
| 2024年（令和06年） | 372              |                  |                   |

## 駅周辺
- 道の駅 果樹公園あしがくぼ - 駅横に立地。
- 秩父警察署 芦ヶ久保駐在所
- 横瀬町役場 芦ヶ久保出張所・横瀬町活性化センター
- 横瀬川
- 旧横瀬町立芦ヶ久保小学校校舎 - コミュニティ施設として活用されている。
- 芦ヶ久保郵便局
- あしがくぼの氷柱 - 秩父路三大氷柱で、開催期間中は電車が徐行する。
- 国道299号
- 丸山
- 二子山
- 武川岳
- 日向山
- 埼玉県青少年総合野外活動センター - 当駅から徒歩で約2時間程。宿泊施設あり。
- 旧正丸峠

かつては西武グループが経営する「あしがくぼスケートリンク」があった。駅から秩父方向に国道299号を700mほど下った場所の、60×30mのアイスホッケー国際規格の屋外リンク(天然氷ではなく冷凍機による)だった。

### バス路線
- 西武観光バス
  - 横瀬線：西武秩父駅 / 長渕・松枝

## 隣の駅
西武鉄道
 西武秩父線
正丸駅 (SI33) - （正丸トンネル信号場） - 芦ヶ久保駅 (SI34) - 横瀬駅 (SI35)

#### 利用状況
西武鉄道の1日平均利用客数
1. 1 2 3  “駅別乗降人員（2024年度１日平均）” (pdf).   西武鉄道. 2025年6月7日閲覧。
2. ↑  駅別乗降人員（2020年度1日平均） - ウェイバックマシン（2021年9月23日アーカイブ分）、2022年8月20日閲覧
3. ↑  駅別乗降人員（2021年度1日平均） - ウェイバックマシン（2022年7月8日アーカイブ分）、2022年8月20日閲覧
4. ↑  “駅別乗降人員（2022年度1日平均）　” (PDF).   西武鉄道. 2023年6月27日時点のオリジナルよりアーカイブ。2023年6月27日閲覧。
5. ↑  “駅別乗降人員（2023年度１日平均）” (pdf).   西武鉄道. 2024年6月21日閲覧。

西武鉄道の統計データ
1. ↑  よこぜの統計 - 横瀬町
2. ↑  各種報告書 - 関東交通広告協議会
3. ↑  埼玉県統計年鑑

埼玉県統計年鑑
1. ↑  平成12年
2. ↑  平成13年
3. ↑  平成14年
4. ↑  平成15年
5. ↑  平成16年
6. ↑  平成17年
7. ↑  平成18年
8. ↑  平成19年
9. ↑  平成20年
10. ↑  平成21年
11. ↑  平成22年
12. ↑  平成23年
13. ↑  平成24年
14. ↑  平成25年
15. ↑  平成26年
16. ↑  平成27年
17. ↑  平成28年
18. ↑  平成29年
19. ↑  平成30年
20. ↑  令和元年
21. ↑  令和2年